# Campsicnemus utahensis
Campsicnemus utahensis är en tvåvingeart som beskrevs av Harmston och Frank Hall Knowlton 1942. Campsicnemus utahensis ingår i släktet Campsicnemus och familjen styltflugor.
Artens utbredningsområde är Utah. Inga underarter finns listade i Catalogue of Life.